# Esquerra Verda
Esquerra Verda (EV; en español: «Izquierda Verde») es un partido político ecosocialista español de ámbito catalán formado el 13 de marzo de 2021 como sucesor de Iniciativa per Catalunya Verds.

## Historia
El 22 de julio de 2019, el juzgado mercantil número 7 de Barcelona declaró a Iniciativa per Catalunya Verds (ICV) en concurso de acreedores tras solicitarlo por una deuda de 9,2 millones de euros.
El 2 de julio de 2020, exmiembros de ICV anunciaron la fundación de un nuevo partido con el nombre de Esquerra Verda y que formaría parte de los comunes, siendo David Cid, Marta Ribas y Ernest Urtasun miembros del nuevo partido.
El 13 de marzo de 2021, el partido celebró su asamblea fundacional con antiguos miembros del Partido Socialista Unificado de Cataluña (PSUC), Iniciativa per Catalunya Verds (ICV) y Entesa dels Nacionalistes d'Esquerra (ENE).
En las elecciones generales de julio de 2023, este partido otorgó apoyo externo a la coalición Sumar, sin integrarse en ella formalmente.